# 昭陽区
昭陽区（しょうよう-く）は中華人民共和国雲南省昭通市に位置する市轄区。

## 歴史
- 2001年6月16日 正式に昭陽区が成立。

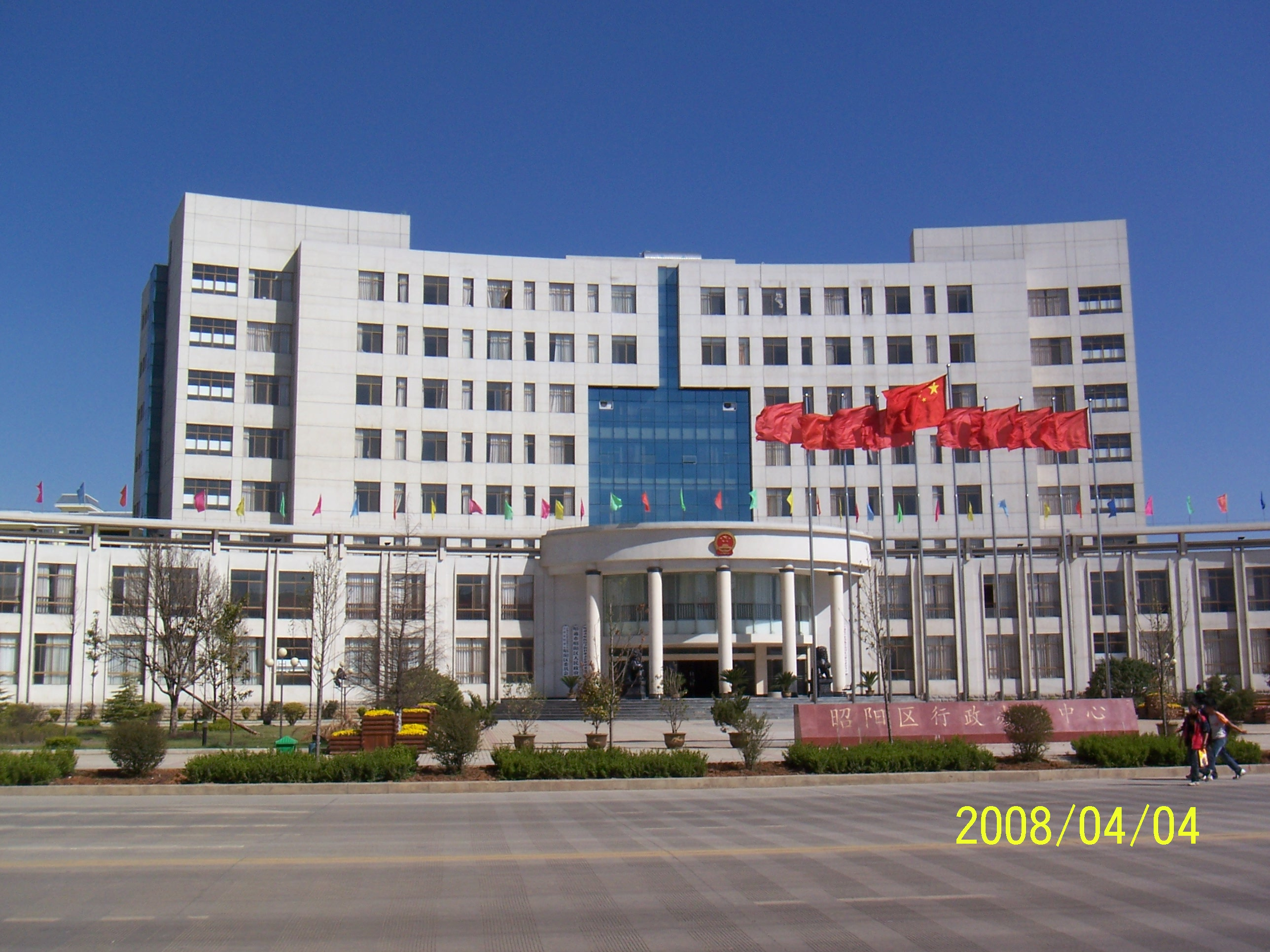
昭陽区行政センター

## 行政区画
下部に4街道、8鎮、3郷、4民族郷
- 街道
  - 竜泉街道、鳳凰街道、太平街道、北閘街道
- 鎮
  - 旧圃鎮、永豊鎮、盤河鎮、灑漁鎮、楽居鎮、蘇家院鎮、大山包鎮、炎山鎮
- 郷
  - 蘇甲郷、大寨子郷、田壩郷
- 民族郷
  - 布嘎回族郷、守望回族郷、小竜洞回族イ族郷、青崗嶺回族イ族郷

## 教育
- 昭通学院（中国語版）
- 昭通衛生職業学院（中国語版）

## 交通

### 航空
- 中国民用航空局 西南地区管理局
  - 昭通空港（中国語版）

### 鉄道
- 中国鉄路総公司
  - 中国鉄路昆明局集団公司
    - 内昆線

（内江方面）- 昭通北駅 - 昭通駅 - 昭通南駅 -（六盤水方面）

### 道路
- 高速道路
  -  渝昆高速道路
  -  静岷高速（中国語版）

- 国道
  -  G213国道
  -  G356国道（中国語版）
  -  G357国道（中国語版）

- 省道
  -  214省道

- 県道
  -  302県道

## 健康・医療・衛生
- 昭通市昭陽区第二人民医院
- 昭陽区中医院